# Łasochy
Łasochy – wieś w Polsce położona w województwie lubelskim, w powiecie tomaszowskim, w gminie Susiec.
Wieś położona przy drodze wojewódzkiej nr 853.
W latach 1975–1998 miejscowość administracyjnie należała do województwa zamojskiego.
Wieś stanowi sołectwo gminy Susiec. Według Narodowego Spisu Powszechnego z roku 2011 wieś liczyła 97 mieszkańców.
Wierni Kościoła rzymskokatolickiego należą do parafii Opieki św. Józefa i św. Michała Archanioła w Łosińcu.

## Historia
Łasochy w wieku XIX opisano jako wieś w powiecie tomaszowskim, gminie i parafii Tomaszów. Wieś oddalona od  granicy Galicyi ok. 1 mili. W roku 1884 posiadała 12 domów, 89 mieszkańców "Włościanie trudnią się oprócz uprawy roli, której posiadają 238 mórg, zarobkiem jako wywózką kamieni do szosy i drzewa". 
W pobliża wsi, w lesie, przy trakcie z Tomaszowa do Józefowa ordynackiego, znajduje się działająca od 1876 roku parowa fabryka: gontów i posadzek, należąca do majątku ordynacji Zamojskich.